# ニルソン・アングロ
ニルソン・ダビド・アングロ・ラミレス (Nilson David Angulo Ramírez . 2003年6月19日 - )は、エクアドル・ピチンチャ県キト出身のプロサッカー選手。ベルギー・ファースト・ディビジョンA・RSCアンデルレヒト所属。ポジションはFW。

## クラブ経歴
2021年にLDUキトのトップチームに昇格。8月3日のCDオルメド戦でプロデビューを果たし、9月26日のマンタFC戦でプロ初ゴールを記録。翌2022年シーズンは途中まで13試合2ゴールを決めた。
2022年6月21日、RSCアンデルレヒトと5年契約を締結したことが発表された。

## 代表歴
2021年10月エクアドル代表に初招集。28日はメキシコ戦で代表初出場を果たした。